# Edmund Casimir Szoka
Edmund Casimir Szoka (Grand Rapids, 14 settembre 1927 – Novi, 20 agosto 2014) è stato un cardinale e arcivescovo cattolico statunitense.

## Biografia
L'11 giugno 1971 fu eletto vescovo di Gaylord. Ricevette la consacrazione episcopale il 20 luglio dello stesso anno dal cardinale John Francis Dearden.
Il 28 marzo 1981 fu promosso arcivescovo di Detroit.
Papa Giovanni Paolo II lo innalzò alla dignità cardinalizia nel concistoro del 28 giugno 1988, conferendogli il titolo dei Santi Andrea e Gregorio al Monte Celio.
Il 28 aprile 1990 fu nominato presidente della Prefettura degli Affari Economici della Santa Sede. Nel contempo venne nominato il nuovo arcivescovo di Detroit nella persona di monsignor Adam Joseph Maida.
Dal 15 ottobre 1997 al 15 settembre 2006 fu presidente della Pontificia Commissione per lo Stato della Città del Vaticano. Dal 22 febbraio 2001 fu anche presidente del Governatorato dello Stato della Città del Vaticano. Gli successe in entrambi gli incarichi monsignor Giovanni Lajolo.
Il 14 settembre 2007 compì 80 anni ed uscì dal novero dei cardinali elettori.
Morì il 20 agosto 2014, all'età di 86 anni, presso il Providence Park Hospital di Novi, nel Michigan.
Le esequie si tennero il 26 agosto nella cattedrale del Santissimo Sacramento a Detroit. La salma è poi sepolta nell'Holy Sepulchre Cemetery a Southfield.

## Genealogia episcopale e successione apostolica
La genealogia episcopale è:
- Cardinale Scipione Rebiba
- Cardinale Giulio Antonio Santori
- Cardinale Girolamo Bernerio, O.P.
- Arcivescovo Galeazzo Sanvitale
- Cardinale Ludovico Ludovisi
- Cardinale Luigi Caetani
- Cardinale Ulderico Carpegna
- Cardinale Paluzzo Paluzzi Altieri degli Albertoni
- Papa Benedetto XIII
- Papa Benedetto XIV
- Papa Clemente XIII
- Cardinale Marcantonio Colonna
- Cardinale Giacinto Sigismondo Gerdil, B.
- Cardinale Giulio Maria della Somaglia
- Cardinale Carlo Odescalchi, S.I.
- Cardinale Costantino Patrizi Naro
- Cardinale Lucido Maria Parocchi
- Papa Pio X
- Cardinale Gaetano De Lai
- Cardinale Raffaele Carlo Rossi, O.C.D.
- Cardinale Amleto Giovanni Cicognani
- Cardinale John Francis Dearden
- Cardinale Edmund Casimir Szoka

La successione apostolica è:
- Vescovo Robert John Rose (1981)
- Vescovo Moses Bosco Anderson, S.S.E. (1983)
- Vescovo Patrick Ronald Cooney (1983)
- Vescovo Dale Joseph Melczek (1983)